# Kissology Volume Two: 1978-1991
Kissology Volume Two: 1978–1991 è una raccolta di video del gruppo hard rock statunitense Kiss, pubblicato in DVD il 14 ottobre 2007.
Il cofanetto contiene quattro DVD all'interno dei quali vi sono dei filmati d'epoca di concerti,  interviste ed apparizioni nei programmi televisivi che vanno dal 1978 al 1991. Come nel video precedente, il contenuto del quarto DVD, indicato come DVD bonus, varia a seconda della catena di negozi in cui è distribuito.
Il video è stato premiato con un sestuplo disco di platino il 25 ottobre 2007.

## Tracce

### Disco 1
- Land Of Hype And Glory con Edwin Newman (10 gennaio 1978)
- The Tomorrow Show con Tom Snyder (31 ottobre 1979)
- Esibizione teatrale di Kiss Meets the Phantom of the Park (intitolata Kiss in Attack of The Phantoms), 1979

### Disco 2
- Video musicale di Shandi (1980)
- Intervista di Peter Criss alla CNN (24 settembre 1980)
- Countdown – (21 settembre 1980)
- Rockpop – (13 settembre 1980)

1. She's So European
2. Talk To Me

- KISS Invades Australia, Sydney (22 novembre 1980)

1. Detroit Rock City
2. Cold Gin
3. Strutter
4. Shandi
5. Calling Dr. Love
6. Firehouse
7. Talk To Me
8. Is That You
9. 2000 Man
10. I Was Made for Lovin' You
11. New York Groove
12. Love Gun
13. God Of Thunder[2]
14. Rock and Roll All Nite
15. Shout It Out Loud
16. King Of The Night Time World
17. Black Diamond

- Fridays – (15 gennaio 1982)

1. The Oath
2. A World Without Heroes
3. I

- Top Pop – (novembre 1982)

1. I Love It Loud

### Disco 3
- Stadio Maracanà, Rio de Janeiro (18 luglio 1983)

1. Creatures Of The Night
2. Cold Gin
3. Calling Dr. Love
4. Firehouse
5. I Love It Loud
6. War Machine
7. Black Diamond
8. Rock and Roll All Nite[3]

- MTV Special: KISS Unmasking (18 settembre 1983)
- Cascais Hall, Lisbona (11 ottobre 1983)

1. Creatures Of The Night
2. Detroit Rock City

- The Spectrum: Philadelphia (18 dicembre 1987)

1. Love Gun
2. Bang Bang You
3. Reason To Live
4. No, No, No
5. Crazy Crazy Nights

- The Palace At Auburn Hills: Detroit (14 ottobre 1990)

1. I Stole Your Love
2. Deuce
3. Heaven's On Fire
4. Crazy Crazy Nights
5. Black Diamond
6. Shout It Out Loud
7. Strutter
8. Calling Dr. Love
9. I Was Made for Lovin' You
10. Fits Like a Glove
11. Hide Your Heart
12. Lick It Up
13. God Of Thunder
14. Forever
15. Cold Gin
16. Tears Are Falling
17. I Love It Loud
18. Love Gun
19. Detroit Rock City
20. I Want You
21. Rock and Roll All Nite

- Day In Rock (25 novembre 1991)
- Music Video – 1991

1. "God Gave Rock ‘N' Roll To You II"

- Eric Carr in ospedale.
- Easter Egg: Intervista a Gene Simmons e Mark St. John.

### Disco 4
Ogni versione del disco è indicata secondo la catena di negozi in cui è distribuito.

### Amazon
Nippon Budokan: Tokyo (21 aprile 1988)
1. Love Gun
2. Cold Gin
3. Crazy Crazy Nights
4. Heaven's On Fire
5. War Machine
6. I Love It Loud
7. Lick It Up
8. I Was Made for Lovin' You
9. Detroit Rock City
10. Rock and Roll All Nite

### Wal-Mart
Capital Center, Largo (8 luglio 1979)
1. Radioactive
2. Move On
3. Calling Dr. Love
4. Firehouse
5. New York Groove
6. I Was Made for Lovin' You
7. Love Gun
8. Tossin' And Turnin'
9. God Of Thunder
10. Shout It Out Loud
11. Black Diamond
12. Detroit Rock City
13. Rock and Roll All Nite

### Best Buy
The Ritz, New York (13 agosto 1988)
1. Deuce
2. Love Gun
3. Fits Like A Glove
4. Heavens on Fire
5. Cold Gin
6. Black Diamond
7. Firehouse
8. Crazy Crazy Nights
9. Calling Dr. Love
10. War Machine
11. Tears Are Falling

## Formazione

### Disco 1
- Gene Simmons - basso, voce
- Paul Stanley - chitarra ritmica, voce
- Ace Frehley - chitarra solista
- Peter Criss - batteria

## Disco 2
- Gene Simmons - basso, voce
- Paul Stanley - chitarra ritmica, voce
- Ace Frehley - chitarra solista
- Eric Carr - batteria

## Disco 3
- Gene Simmons - basso, voce
- Paul Stanley - chitarra ritmica, voce
- Vinnie Vincent - chitarra solista[4]
- Bruce Kulick - chitarra solista
- Eric Carr - batteria

## Disco 4

### Amazon e Best Buy
- Gene Simmons - basso, voce
- Paul Stanley - chitarra ritmica, voce
- Bruce Kulick - chitarra solista
- Eric Carr - batteria

### Wal-Mart
- Gene Simmons - basso, voce
- Paul Stanley - chitarra ritmica, voce
- Ace Frehley - chitarra solista
- Peter Criss - batteria